# Panasonic
Panasonic Corporation (en japonés: パナソニック株式会社), anteriormente denominada Matsushita Electric Industrial, Co., Ltd. y referida simplemente como Panasonic, es una compañía multinacional cuya sede central se encuentra en Kadoma, en la Prefectura de Osaka, Japón. Fue fundada el 7 de marzo de 1918 y ha crecido hasta convertirse en una de las mayores empresas productoras de tecnología y electrónica. Además ofrece productos y servicios no electrónicos como servicios de renovación de casas. A 31 de marzo de 2024 la compañía tenía 228.000 empleados en plantilla.
En julio de 2010, Panasonic anunció que había llegado a un acuerdo con Sanyo Electric Co., Ltd. con el objetivo de convertir a la misma en una subsidiaria, "propiedad al 100%, de Panasonic", a partir de abril de 2011.

## Nombre
La denominación "PanaSonic" fue creada en 1955 y fue usado para etiquetar sus exportaciones de altavoces y lámparas. El uso de múltiples marcas (National, Panasonic, Technics, Technicsonic, y Radios McSilver) por la empresa se prolongó varias décadas. Más adelante, se empleó para equipos de televisión y audio de gran calidad conjuntamente con otros productos de bajo coste. En el otoño de 2005, Matsushita cambió su nombre oficial por el mundialmente famoso Panasonic.

## Historia

### SigloXX
Konosuke Matsushita, fundador de la empresa, había comenzado a trabajar como aprendiz en una tienda Hitachi. Al llegar a la adolescencia, Matsushita obtuvo un empleo en la Osaka Electric Light Company como asistente técnico de cableado, donde fue promovido en varias ocasiones. Sin embargo, siguiendo el consejo de su padre sobre las ventajas de ser empresario, en 1917 abandonó su empleo para fundar su propia empresa de manufactura de accesorios eléctricos.
La compañía recibió el nombre de Matsushita Electric Devices Manufacturing Works. En 1922 Konosuke se vio en la necesidad de construir una nueva fábrica y oficina para albergar su creciente empresa.
Durante los primeros años se comercializaron lámparas de bicicletas bajo la marca National y planchas eléctricas. Más tarde, radios y baterías de celdas. En 1929, Konosuke cambió el nombre de la empresa a Matsushita Electric Manufacturing Works, definió la filosofía básica de administración, contenida en el objetivo básico de administración, los siete principios y el lema corporativo, para guiar el crecimiento de Matsushita.
A principios de la década de 1950, Matsushita inicia la producción de lavadoras eléctricas y televisores debido a la popularidad de los aparatos eléctricos. El primer televisor en blanco y negro se comenzó a comercializar en 1952 y luego en 1960 se introdujo el televisor en color. En estos años se establecieron otras compañías del grupo Matsushita Electric. En 1954 adquiere el 53% de Japan Victor Co. (JVC) y en 1959 establece Matsushita Electric Corporation of America en Nueva Jersey, Estados Unidos y se crean otras compañías en el continente americano.
Entre 1996 y 2022 entró en operaciones en Lima para la fabricación de baterías portátiles a nivel nacional.

### SigloXXI
En octubre de 2008, cambia de nombre a Panasonic Corporation, nombre con que es conocida mundialmente.
En diciembre de 2015 Panasonic anuncia la compra de Hussmann por US$1500 millones. Hussmann es un fabricante estadounidense de sistemas de refrigeración, especialista en el sector de la venta minorista de alimentos, con mayor implantación en los mercados de Estados Unidos y México.

## Marcas

Marcas actuales e históricas de Panasonic.

### Panasonic
Panasonic (antiguamente llamada National Panasonic en países del continente americano), es la principal marca de los productos electrónicos fabricados por el grupo. Fabrica televisores LCD y LED, además de reproductores DVD, reproductores de vídeo, reproductores portátiles CD y todo tipo de productos para el hogar. Por otra parte, abandonó la producción de televisores CRT en 2006 y plasma en 2013.
Bajo la marca Panasonic, Matsushita fue una de las primeras compañías en fabricar reproductores de Laserdisc en los años 1980 y también fue una de las primeras en adoptar el formato DVD, además de ser fabricante de reproductores Blu-ray.

### Technics
Technics (en japonés: Tekunikusu テクニクス) es una marca de la empresa japonesa Panasonic, compañía que produce una gran variedad de productos electrónicos. Fundada en Japón en 1965, se presentó como una marca para altavoces y, posteriormente, fue ampliando su gama con la comercialización de tocadiscos, amplificadores, receptores, reproductores de cintas, reproductores de CD y altavoces.

## Marketing

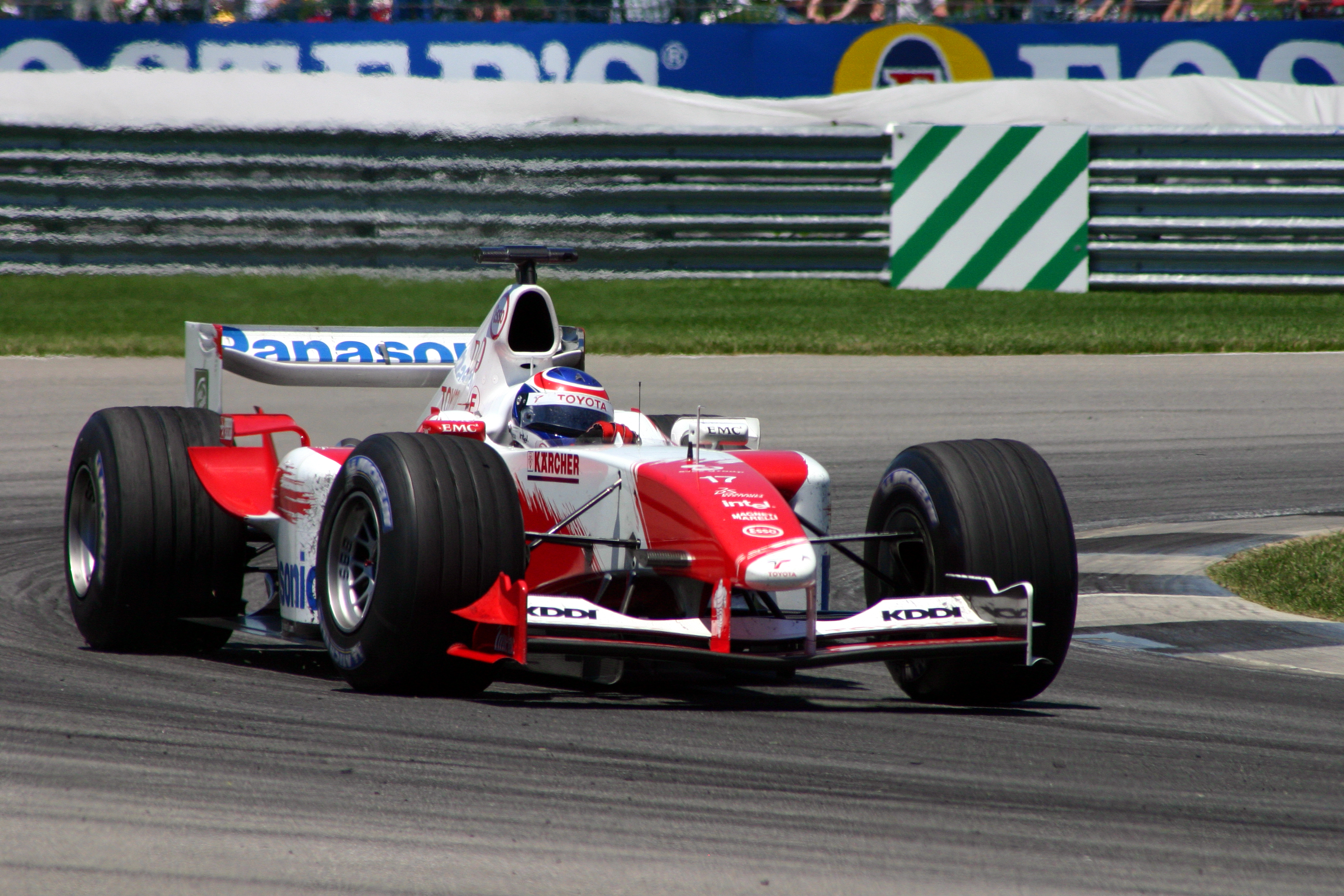
Panasonic era el principal patrocinador del equipo Toyota F1.

### Auspicio
Toyota F1
Hasta la temporada 2009, Panasonic fue el patrocinador principal del equipo Toyota Racing en Fórmula 1, conocido también como Panasonic Toyota Racing.
Equipo ciclista
Panasonic fue un equipo ciclista profesional neerlandés patrocinado por el fabricante electrónico japonés Panasonic. La escuadra se formó en 1984 de la mano de Peter Post, a raíz de la escisión del equipo TI-Raleigh, que tuvo como consecuencia la creación de dos estructuras diferentes: el Kwantum Hallen, con Jan Raas a la cabeza, y el Panasonic.
Raleigh se mantuvo como copatrocinador durante los primeros años. Entre 1987 y 1989, el equipo estuvo copatrocinado con la marca de bebidas isotónicas Isostar, y entre 1990 y 1992 por la marca de complementos alimenticios Sportlife.
El equipo se disolvió al término de la temporada 1992, pues a pesar de los rumores de posibles acuerdos con otros patrocinadores, como Toyota, al final no se materializó ningún acuerdo. Hasta siete corredores, junto al mánager Peter Post, recalaron en el Novemail, nueva formación francesa en 1993.
Gamba Osaka
El Gamba Osaka (ガンバ大阪 Ganba Ōsaka?) es un club de fútbol japonés de la ciudad de Osaka. Fue fundado en 1980 por el grupo Panasonic, que es el patrocinador y principal propietario del club, junto a otras tres empresas. Los colores tradicionales del Gamba Osaka son el azul y el negro. Juega en la J1 League y disputa sus partidos como local en el Estadio de Fútbol de Suita.
El equipo fue uno de los diez clubes fundadores de la J. League, con la ciudad de Suita como terreno local utilizando el estadio creado para la Exposición General de primera categoría de Osaka (1970). El nombre en un juego de palabras con la palabra japonesa ganbaru (頑張る) que significa "esforzarse" o "intentar lo mejor de uno". También influyó en el nombre la forma del territorio que comprende la prefectura de Osaka, que curiosamente se asemeja a un pie y un tobillo.

## Posición competitiva

### Patentes
En 2023, el Informe Anual del PCT de la Organización Mundial de la Propiedad Intelectual (OMPI) clasificó a Panasonic como el décimo segundo lugar mundial en número de solicitudes de patentes realizadas en el marco del Sistema del PCT, con 1,722 solicitudes de patentes publicadas durante 2023.